# Col du Mollard
Pour les articles homonymes, voir Col du Mollard (Chartreuse), Mollard et Dumollard.
Le col du Mollard est un col des Alpes situé sur le territoire de la commune d'Albiez-Montrond, à une altitude de 1 630 mètres.

## Toponymie
Le nom de Mollard, écrit anciennement molar ou molard, se rencontre régulièrement en Savoie. Le toponyme provient du latin molarum qui désigne un hameau installé « sur un mamelon — un sommet arrondi d'une colline/montagne — ou un petit plateau ».

## Cyclisme

### Profil des ascensions
Il existe deux routes accédant au col du Mollard, mais l’ascension depuis Saint-Jean-de-Maurienne peut s’effectuer sur trois versants.
- Ascension par la route du col de la Croix-de-Fer : au départ de Saint-Jean-de-Maurienne, emprunter la D926. Après quatre kilomètres d’ascension à 7,5 %, et une longue ligne droite au niveau de la carrière où il peut faire très chaud, abandonner la route de La Toussuire qui continue de monter et descendre sur 2,5 kilomètres. S’ensuivent 5,5 kilomètres à près de 9 %, souvent ombragés, avant d’atteindre les tunnels qui permettent 3,5 kilomètres de repos. Au barrage de Belleville, pied de la légère descente, abandonner la route du col de la Croix-de-Fer pour celle du Mollard sur la gauche.  Il reste alors six kilomètres d’ascension dont la pente s’élève au fur et à mesure jusqu’à atteindre 11 %, avec cependant des replats durant les traversées de hameaux. Au total, il y a 22 kilomètres pour 1 150 mètres de dénivelée. Sans tenir compte des deux portions descendantes, il y a 17 kilomètres à 7 % de moyenne.
- Ascension par Villargondran : emprunter la D81 au rond-point de l’entrée est de Saint-Jean-de-Maurienne. À l’entrée de Villargondran, l’abandonner pour la D81. Cette ascension se déroule en deux parties distinctes. Dans un premier temps, la route est ombragée, régulière et s’élève au-dessus de Villargondran via près de 50 lacets. La circulation y est quasi inexistante. 12,5 kilomètres séparent Villargondran à Albiez-le-Jeune avec 780 mètres de dénivelée soit une moyenne de 6,5 %. La pente est bien plus irrégulière mais plus faible en moyenne entre Albiez-le-Jeune et Albiez-Montrond avec une légère descente, des replats et une rampe à plus de 10 %. Le dernier kilomètre s’effectue à travers Albiez-Montrond, à 8 %. À partir d’Albiez-le-Jeune, il reste 6,5 kilomètres pour 300 mètres de dénivelée. Au total le col du Mollard par Villargondran possède 19 kilomètres pour 1 050 mètres de dénivelée, soit une moyenne de 5,5 %.
- Ascension par Gevoudaz : elle s’effectue par la D110. Une descente de moins d'un kilomètre à la sortie de Saint-Jean-de-Maurienne précède 6 kilomètres à pente modérée, 4 %. La route emprunte la vallée de l’Arvan jusqu’au pied du hameau de Gevoudaz. C’est ici que l’ascension démarre vraiment, avec trois kilomètres à 10 % de moyenne. La route fait face à celle vertigineuse de la Croix de Fer sur le versant opposé. Il reste 7 kilomètres à 7 % pour atteindre le plateau d’Albiez-Montrond. Le dernier kilomètres à travers le village est le même que celui de l’ascension par Villargondran.

Le col du Mollard peut-être franchi via les cols du Glandon et de la Croix-de-Fer pour une boucle de 70 kilomètres et 2 000 mètres de dénivelée.

### Passages du Tour de France
Le col du Mollard est franchi pour la première fois par les coureurs du Tour de France lors de la 16e étape de l'édition 2006. C'est le Danois Michael Rasmussen qui le passe en tête. Le 12 juillet 2012, lors de la 11e étape de l'édition 2012, c'est le Français Pierre Rolland qui franchit le col en première position. Il réédite cette performance le 24 juillet 2015, lors de la 19e étape de l'édition 2015. À chaque fois, le col est classé en deuxième catégorie.

### Tour de l'Avenir
Le col du Mollard est sur le parcours de l'ultime étape du tour de l'Avenir 2019 et, malgré une ascension par son versant le plus court, classé en première catégorie.